# Gösta Fredberg

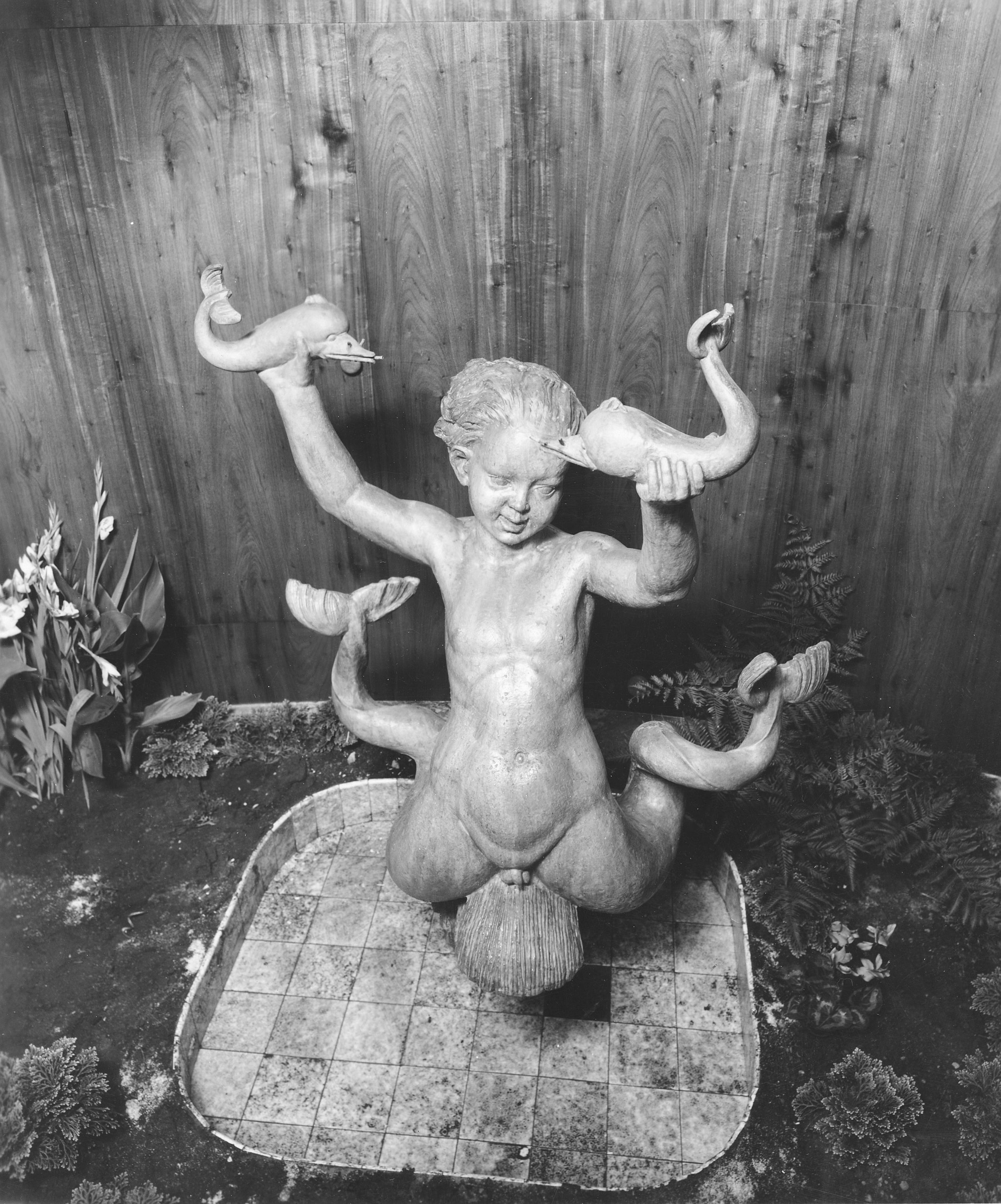
Skulptur på biografen Victoria

Gösta Isedor Fredberg, född 22 januari 1898 i Stockholm, död 1966, var en svensk skulptör.
Han var son till finsnickaren Frans Ludvig Fredberg och Amanda Elisabeth Svanbom. Fredberg studerade vid Berggrens och Larssons konstskola 1920-1921 och för Carl Milles vid Konsthögskolan 1921-1927 där han 1926 tilldelades den hertliga medaljen. Han var huvudsakligen verksam som dekorativ skulptör och utförde plafonder och reliefer. För Bollnäs kommun utförde han 1950 en skulpterad fontän med fiskar. Han medverkade i utställningar med Sveriges allmänna konstförening.